# August and Everything After
August and Everything After är det amerikanska rockbandet Counting Crows debutalbum. Albumet släpptes 1993 på Geffen Records.
Singlar från skivan blev "Mr. Jones", "Rain King", "Round Here" samt "A Murder of One". Låten "August and Everything After", som albumet döptes efter och vars text även finns med på skivomslaget, kom inte med på skivan, den har dock senare framförts av gruppen live.
Albumet nådde som bäst en fjärdeplats på Billboard-listan.

## Låtlista
1. "Round Here" (David Bryson, Adam Duritz, Dave Janusko, Dan Jewett, Chris Roldan) - 5:32
2. "Omaha" (Duritz) - 3:40
3. "Mr. Jones" (Bryson, Duritz) - 4:33
4. "Perfect Blue Buildings" (Duritz) - 5:01
5. "Anna Begins" (Bryson, Duritz, Marty Jones, Toby Hawkins, Lydia Holly) - 4:32
6. "Time and Time Again" (Bryson, Duritz, Charlie Gillingham, Steve Bowman, Don Dixon) - 5:13
7. "Rain King" (Bryson, Duritz) - 4:16
8. "Sullivan Street" (Bryson, Duritz) - 4:29
9. "Ghost Train" (Duritz) - 4:01
10. "Raining in Baltimore" (Duritz) - 4:41
11. "A Murder of One" (Bryson, Duritz, Matt Malley) - 5:44